# Bosra Sham
Bosra Sham (1993-2014) est une jument de course pur-sang anglais.

## Carrière de courses
Henry Cecil, son légendaire entraîneur, disait d'elle qu'elle était la meilleure pouliche qu'il ait jamais entraînée, lui qui avait tout de même entraîné quelques honorables coursiers : Bosra Sham avait des jambes fragiles, mais cette championne remporta trois groupe 1 et fut considérée comme l'un des meilleurs chevaux du monde en 1996 et 1997. Née aux États-Unis et dans la pourpre, issue de l'une des plus belles familles Niarchos, propre sœur du champion Hector Protector et soeur de Shanghai, qui imita son grand frère en remportant la Poule d'Essai des Poulains en 1991, Bosra Sham fit parler d'elle une première fois sur le ring de Tattersalls en 1994 lorsque l'homme d'affaires Wafic Saïd déboursa pour elle 530 000 guinées, soit le record de l'année pour un yearling. Envoyée à l'entraînement chez le célèbre Henry Cecil, elle impressionna dès ses premiers pas en compétition, remportant un maiden touffu et dans la foulée un premier groupe 1, le Fillies' Mile. Une championne était née, bien que cette année-là le titre de 2 ans européenne de l'année échut à une certaine Blue Duster, lauréate elle aussi sensationnelle et invaincue des Cheveley Park Stakes, mais dont la suite de la carrière, entravée par une blessure qui l'empêchera de participer aux classiques, sera honorable bien que moins flamboyante. 
Très attendue pour son retour, Bosra Sham, elle, se montre époustouflante dans les Fred Darling Stakes, au point de faire fuir la concurrence dans les 1000 Guinées. Dans le classique de Newmarket, douze pouliches se dressent tout de même devant elle : Bosra Sham l'emporte, mais sans faire étalage de toute sa classe en raison d'une douleur à la jambe. Mise au repos durant l'été, la pouliche revient en fin de saison pour affronter les mâles dans les Queen Elizabeth II Stakes, qui prennent non seulement les allures d'un duel pour la suprématie européenne face au talentueux vainqueur des 2000 Guinées, Mark of Esteem, mais aussi une manière de régler quelques comptes. 
Mark of Esteem avait en effet entamé sa carrière sous la houlette de Henry Cecil avant de se parer des couleurs Godolphin, la nouvelle écurie concentrant les intérêts de la famille Al Maktoum et de rejoindre les boxes de Saeed bin Suroor. Ce transfert, dont Cecil se plaignit publiquement, ainsi que l'acrimonie de Cheikh Mohammed vis-à-vis de la jeune épouse de Henry Cecil qu'il accusait d'interférer dans les affaires de l'écurie, conduisit à une spectaculaire rupture entre les deux hommes, à coups de conférences de presse. Actant la fin des années glorieuses rythmées par les  succès de Oh So Sharp, Old Vic, Indian Skimmer, Diminuendo et autres Belmez, le cheikh retira du jour au lendemain 40 chevaux des boxes de Cecil, qui avait déjà vu ses effectifs réduits en raison de la mort de plusieurs de ses propriétaires historiques. L'homme de Warren Place entamait alors la traversée d'un désert où seule l'étoile Bosra Sham brillait dans la nuit. Mais la carrière d'un pur-sang et éphémère et la décennie 2000 sera celle des vaches maigres (il n'apparaît même plus dans le top 50 des entraîneurs et se voit contraint de louer les boxes de son écurie) et des gros titres d'une presse à scandale scrutant sans pitié ses vaudevillesques déboires conjugaux incluant le jockey Kieren Fallon, jusqu'à l'avènement miraculeux de Frankel, le crack absolu, qui lui offrit un dernier tour de piste avant de s'éteindre, terrassé par une maladie contre laquelle il lutta durant des années.  
L'affrontement avec Mark of Esteem constitue donc bien plus qu'une course de chevaux, et il tourne à l'avantage du mâle, monté par un Lanfranco Dettori en état de grâce (nous sommes le 28 septembre, le jour du "magnificent seven" : ce jour-là, le jockey italien remporta toutes les courses de la réunion). La performance de Mark of Esteem lui vaut un rating Timeform exceptionnel de 137, Bosra Sham héritant d'un 132 néanmoins remarquable.  
Mais l'histoire n'est pas finie, car l'heure de la revanche contre Godolphin sonne trois semaines plus tard dans les Champion Stakes. Cette fois, l'écurie bleue est représentée par le champion Halling, invaincu sur le gazon depuis deux ans (ses deux seules défaites, dans la Breeders' Cup Classic et la Dubaï World Cup, se sont produites sur le dirt), qui vient d'aligner trois victoires de groupe 1 (Prix d'Ispahan, Eclipse Stakes, International Stakes) et qui ce jour-là fait ses adieux à la compétition. Mais Henry Cecil se fait un plaisir de gâcher la fête, Bosra Sham dominant le fer de lance de Godolphin de deux franches longueurs. Halling sera couronné cheval d'âge de l'année en Europe en fin d'année et Bosra Sham meilleure pouliche de 3 ans. Saeed bin Suroor sera sacré tête de liste des entraîneurs en Angleterre, de justesse devant Henry Cecil, qui a obtenu dix fois cette récompense entre 1979 et 1993. 
Début 1997, Cecil semble décidé à jouer la carte de l'insolence en allant défier Cheikh Mohammed chez lui, à Dubaï, pour encore une fois gâcher la fête : Bosra Sham est annoncée au départ de la première édition de la Dubaï World Cup, une course à 10 millions de dollars que l'émir vient de créer pour attirer sur ses terres certains des meilleurs chevaux du monde. Il y renonce finalement, et se concentre sur la saison européenne de sa championne. Bosra Sham revient en piste en mai, dans les Brigadier Gerard Stakes, désormais montée par Kieren Fallon. Elle s'impose facilement, puis réalise un cavalier seul dans les Prince of Wales's Stakes durant le meeting royal d'Ascot, ridiculisant ses adversaires, au premier rang desquels Alhaarth, qui fut 2 ans de l'année 1995 en Europe, et qui court désormais sous bannière... Godolphin. Après la course, Henry Cecil jubile : Bosra Sham est, dit-il, la meilleure pouliche qu'il ait jamais entrainée. 
Le 5 juillet, Bosra Sham est la grande favorite des Eclipse Stakes, face à seulement quatre adversaires. Mais pour la première fois elle déçoit, battue par l'excellent Pilsudski et le récent vainqueur du Derby d'Epsom Benny The Dip. Fallon, tenu pour responsable de la défaite, est débarqué sur ordre du propriétaire de la jument, qui retrouve son partenaire précédent, Pat Eddery, pour les International Stakes. Quatre partants seulement, mais pas n'importe lesquels : Bosra Sham, Benny The Dip, l'Irlandais Desert King (auteur du doublé Irish 2000 Guineas / Irish Derby) et le champion Singspiel. Ce sera la dernière apparition de Bosra Sham : rattrapée par ses problèmes chroniques à la jambe, la jument court mal et termine dernière tandis que triomphe Singspiel, paré des couleurs de Cheikh Mohammed, qui aura eu en quelque sorte le dernier mot. Le 25 septembre, Henry Cecil annonce que la carrière de Bosra Sham est terminée.   
Nantie par la FIAH d'un rating de 133 après sa victoire dans les Prince of Wales's Stakes, ce qui fait d'elle la meilleure d'âge de l'année 1997 en Europe, Bosra Sham avait terminé numéro 1 mondiale des pouliches en 1996. Elle est considérée par John Randall et Tony Morris, dans leur livre de référence A Century of Champions, comme la 10e meilleure pouliche du 20e siècle dans les Îles Britanniques, et la meilleure pouliche des années 1990.

### Résumé de carrière
| Date         | Hippodrome  | Pays        | Course                           | Statut      | Distance    | Jockey         | Place       | Écart       | Vainqueur ou deuxième |
| 1995, 2 ans  | 1995, 2 ans | 1995, 2 ans | 1995, 2 ans                      | 1995, 2 ans | 1995, 2 ans | 1995, 2 ans    | 1995, 2 ans | 1995, 2 ans | 1995, 2 ans           |
| ------------ | ----------- | ----------- | -------------------------------- | ----------- | ----------- | -------------- | ----------- | ----------- | --------------------- |
| 11 août      | Newbury     | Royaume-Uni | Sparshold Maiden Fillies' Stakes | Maiden      | 1 200 m     | Michael Kinane | 1er / 22    | 3 ½         | Faraway Waters        |
| 24 septembre | Ascot       | Royaume-Uni | Fillies' Mile                    | Gr. 1       | 1 600 m     | Pat Eddery     | 1er / 6     | 3 ½         | Bint Shadayid         |
| 1996, 3 ans  |             |             |                                  |             |             |                |             |             |                       |
| 19 avril     | Newbury     | Royaume-Uni | Fred Darling Stakes              | Gr. 3       | 1 500 m     | Pat Eddery     | 1er / 9     | 6           | Keepers Dawn          |
| 5 mai        | Newmarket   | Royaume-Uni | 1000 Guineas                     | Gr. 1       | 1 600 m     | Pat Eddery     | 1er / 13    | 1 ½         | Matiya                |
| 28 septembre | Ascot       | Royaume-Uni | Queen Elizabeth II Stakes        | Gr. 1       | 1 600 m     | Pat Eddery     | 2e / 7      | 1 ½         | Mark of Esteem        |
| 19 octobre   | Newmarket   | Royaume-Uni | Champion Stakes                  | Gr. 1       | 2 000 m     | Pat Eddery     | 1er / 6     | 2 ½         | Halling               |
| 1997, 4 ans  |             |             |                                  |             |             |                |             |             |                       |
| 27 mai       | Sandown     | Royaume-Uni | Brigadier Gerard Stakes          | Gr. 3       | 2 000 m     | Kieren Fallon  | 1er / 6     | 1/2         | Predappio             |
| 17 juin      | Ascot       | Royaume-Uni | Prince of Wales's Stakes         | Gr. 2       | 2 000 m     | Kieren Fallon  | 1er / 6     | 8           | Alhaarth              |
| 5 juillet    | Sandown     | Royaume-Uni | Eclipse Stakes                   | Gr. 1       | 2 000 m     | Kieren Fallon  | 3e / 5      | 1 ¼         | Pilsudski             |
| 19 août      | York        | Royaume-Uni | International Stakes             | Gr. 1       | 2 060 m     | Pat Eddery     | 4e / 4      | 4 ¼         | Singspiel             |

## Au haras
Devenue poulinière, Bosra Sham a donné plusieurs vainqueurs, mais aucun véritable cheval de premier plan. Son meilleur produit se nomme Rosberg, un fils de A.P. Indy qui fit affiché 1,5 million de dollars aux ventes de yearlings de Keeneland et remporta un groupe 3 au Canada, où il devint d'ailleurs étalon. Bosra Sham est morte le 5 mai 2014. 

## Origines
Fillle du précoce (meilleur 2 ans irlandais en 1985) et excellent étalon Woodman, Bosra Sham appartient à une famille extraordinaire, dont on peut détailler la généalogie à partir Queen's Statute, une jument anglaise acquise dans les années 50 par le grand éleveur canadien E.P. Taylor, et qui est la mère de : 
- Court Royale (par Chop Chop), jument d'âge de l'année au Canada en 1963.
- Dance Act (par Northern Dancer), cheval de handicap de l'année au Canada en 1970 et 1971.
- Falafel (par Northern Dancer), mère de : 
  - Brief Truce (Irish River) : St. James's Palace Stakes, 2e Prix du Moulin de Longchamp, Queen Elizabeth II Stakes, 3e Irish 2000 Guineas, Breeders' Cup Mile.
- Royal Statute, mère de :
  - Akureyri (Buckpasser) : Fountain of Youth Stakes, 2e Florida Derby, Cowdin Stakes, 3e Remsen Stakes.
  - Royal Lorna (Val de l'Orne) : Premio Bagutta, 2e Premio Lydia Tesio.
  - Victoress (Conquistador Cielo), mère de :
    - Gwynn (Darshaan), mère de : 
      - Pour Moi (Montjeu) : Derby d'Epsom
      - Gagnoa (Sadler's Wells) : Prix des Réservoirs, Prix Pénélope, 2e Prix de Diane, Prix Saint-Alary, 3e Oaks.
      - Dawn Patrol (Galileo) : Loughbrown Stakes, 3e Irish Derby
      - White Hot (Galileo), mère de Pizza Bianca (Breeders' Cup Juvenile Fillies Turf)

  - Awaasif (Snow Knight) : Yorkshire Oaks, Gran Premio del Jockey Club. Mère de :
    - Ibn Al Haitam (Zafonic) : 2e Norfolk Stakes, 3e UAE Derby.
    - Snow Bride : Oaks, Musidora Stakes, Princess Royal Stakes. Mère de :
      - Saytarra (Seeking The Gold) : Prix d'Aumale.
      - Lammtarra (Nijinsky) : Derby d'Epsom, King George VI & Queen Elizabeth Stakes, Prix de l'Arc de Triomphe

  - Konafa (Damascus) : 2e 1000 Guinées, pilier de l'élevage Niarchos, mère de :
    - Keos (Riverman) : 2e Prix de la Forêt, 3e Prix de l'Abbaye de Longchamp.
    - Proskona (Mr. Prospector) : Premio Umbria, Prix de Seine-Et-Oise.
      - Deuxième mère de Ultra (Manduro) : Prix Jean-Luc Lagardère
      - Troisième mère de Modern Games (Dubawi) : Breeders' Cup Juvenile Turf, Breeders' Cup Mile, Poule d'Essai des Poulains, Woodbine Mile, Lockinge Stakes. & de  Mawj (Exceed and Excel), 1000 Guinées, Queen Elizabeth II Challenge Cup, Duchess of Cambridge Stakes, 3e Cheveley Park Stakes

    - Leos Lucky Lady (Seattle Slew), mère de :
      - Gaudeamus (Distorted Humor) : Debutante Stakes, mère du grand champion hongkongais Golden Sixty

    - Koryeva (Riverman) : Prix Chloé, mère de :
      - Hector Protector (Woodman) : Prix Morny, Prix de la Salamandre, Grand Critérium, Poule d'Essai des Poulains, Prix Jacques Le Marois
      - Shanghai (Procida) : Poule d'Essai des Poulains
      - Bosra Sham

### Pedigree
| Origines de Bosra Sham (USA), jument alezane né en 1993 | Origines de Bosra Sham (USA), jument alezane né en 1993 | Origines de Bosra Sham (USA), jument alezane né en 1993 | Origines de Bosra Sham (USA), jument alezane né en 1993 |
| ------------------------------------------------------- | ------------------------------------------------------- | ------------------------------------------------------- | ------------------------------------------------------- |
| Père Woodman                                            | Mr. Prospector                                          | Raise a Native                                          | Native Dancer                                           |
| Père Woodman                                            | Mr. Prospector                                          | Raise a Native                                          | Raise You                                               |
| Père Woodman                                            | Mr. Prospector                                          | Gold Digger                                             | Nashua                                                  |
| Père Woodman                                            | Mr. Prospector                                          | Gold Digger                                             | Sequence                                                |
| Père Woodman                                            | Playmate                                                | Buckpasser                                              | Tom Fool                                                |
| Père Woodman                                            | Playmate                                                | Buckpasser                                              | Busanda                                                 |
| Père Woodman                                            | Playmate                                                | Intriguing                                              | Swaps                                                   |
| Père Woodman                                            | Playmate                                                | Intriguing                                              | Glamour                                                 |
| Mère Korveya                                            | Riverman                                                | Never Bend                                              | Nasrullah                                               |
| Mère Korveya                                            | Riverman                                                | Never Bend                                              | Lalun                                                   |
| Mère Korveya                                            | Riverman                                                | River Lady                                              | Prince John                                             |
| Mère Korveya                                            | Riverman                                                | River Lady                                              | Nile Lily                                               |
| Mère Korveya                                            | Konafa                                                  | Damascus                                                | Sword Dancer                                            |
| Mère Korveya                                            | Konafa                                                  | Damascus                                                | Kerala                                                  |
| Mère Korveya                                            | Konafa                                                  | Royal Statute                                           | Northern Dancer                                         |
| Mère Korveya                                            | Konafa                                                  | Royal Statute                                           | Queen's Statute (famille 22-b)                          |